# Vanessa Ferlito
Vanessa Ferlito (New York, 1977. december 28. –) amerikai színésznő.
A legismertebb alakítása Tammy Gregorio az NCIS: New Orleans című sorozatban. A CSI: New York-i helyszínelők című sorozatban is szerepelt.

## Fiatalkora
1977. december 28-án született Brooklynban, amerikai-olasz családban. Édesanyja és mostohaapja nevelte fel, akik egy brooklyni fodrászszalont vezettek. Édesapja heroin-túladagolásban hunyt el, amikor Vanessa mindössze két éves volt. Brooklyni fiatalkoráról így nyilatkozott: „Kemény társasággal lógtam. A környék, ahol felnőttem, kemény volt.” 
Az 1990-es évek végére a New York-i éjszakai élet meghatározó alakjává vált. Egy 1998-as interjúban a New York magazinnak elmondta: „Ez olyan, mint egy munka, minden este kimegyünk, és megpróbálunk olyan embereket találni, akik bemutatnak másoknak. Az egész arról szól, hogy kit ismersz, és mit teszel ezzel.”

## Pályafutása
Karrierje kezdetén a Wilhelmina Models modelljeként dolgozott. 2003-ban Lizette Sanchez szerepében tűnt fel John Leguizamo bokszdrámájában, A verhetetlen című filmben. Ezt követte 2004-ben egy szerep a Pókember 2. című filmben. 2005-ben feltűnt Stephen Herek Szemtelen szemtanúk című filmjében, ahol Tommy Lee Jones partnereként játszott.
Állandó szereplője volt a CBS CSI: New York-i helyszínelők című sorozatának első két évadában. Mellékszereplő volt Claudiaként a FOX 24 című sorozatában. A CSI: New York-i helyszínelők után a Tőzsdecápák – A pénz nem alszik című filmben szerepelt. Szerepelt Lee Daniels Árnyékboksz című filmjében is, Helen Mirren és Cuba Gooding Jr. oldalán.
2012-ben szerepet kapott a Született gengszterek című játékfilmben, Al Pacino, Christopher Walken és Alan Arkin oldalán. Emellett Charlie DeMarco szerepét játszotta az USA Network Graceland – Ügynökjátszma című sorozatában. 2016-ban csatlakozott az NCIS: New Orleans szereplőgárdájához.

## Magánélete
2007 szeptemberében adott életet egy fiúnak, és egyedülálló anyaként nevelte fel gyermekét.

## Filmográfia

### Film
| Év   | Magyar cím                          | Eredeti cím                     | Szerep            | Magyar hang   |
| ---- | ----------------------------------- | ------------------------------- | ----------------- | ------------- |
| 2002 |                                     | On Line                         | Jordan Nash       |               |
| 2002 | Az utolsó éjjel                     | 25th Hour                       | Lindsay Jamison   |               |
| 2004 | Pókember 2.                         | Spider-Man 2                    | Louise            | Pálfi Kata    |
| 2004 |                                     | The Tollbooth                   | Gina              |               |
| 2005 | Szemtelen szemtanúk                 | Man of the House                | Heather           | Solecki Janka |
| 2005 | Árnyékboksz                         | Shadowboxer                     | Vicki             | Kéri Kitty    |
| 2006 | Erőpróba                            | Gridiron Gang                   | Lisa Gonzales     |               |
| 2007 | Grindhouse – Halálbiztos            | Death Proof                     | Arlene            | Törtei Tünde  |
| 2007 |                                     | Descent                         | boltos lány       |               |
| 2008 | Végre karácsony!                    | Nothing like the Holidays       | Roxanna Rodriguez | Törtei Tünde  |
| 2009 | Julie és Julia – Két nő, egy recept | Julie & Julia                   | Cassie            | Agócs Judit   |
| 2009 |                                     | Madea Goes to Jail              | Donna             |               |
| 2010 | Tőzsdecápák – A pénz nem alszik     | Wall Street: Money Never Sleeps | Audrey            | Solecki Janka |
| 2012 | Született gengszterek               | Stand Up Guys                   | Sylvia            | Solecki Janka |
| 2013 |                                     | Duke                            | Süti              |               |
| 2015 |                                     | All Mistakes Buried'            | Franki            |               |

### Televízió
| Év         | Magyar cím                                   | Eredeti cím                       | Szerep                             | Megjegyzések                                                                  |
| ---------- | -------------------------------------------- | --------------------------------- | ---------------------------------- | ----------------------------------------------------------------------------- |
| 2001, 2004 | Maffiózók                                    | The Sopranos                      | Tina Francesco                     | 2 epizód                                                                      |
| 2002       | Harmadik műszak                              | Third Watch                       | Val                                | 1 epizód                                                                      |
| 2002       | Esküdt ellenségek                            | Law & Order                       | Tina Montoya                       | 1 epizód                                                                      |
| 2002       | A verhetetlen                                | Undefeated                        | Lizette Sanchez                    | tévéfilm                                                                      |
| 2003–2004  | 24                                           | 24                                | Claudia Hernandez                  | - mellékszereplő - magyar hangja - Agócs Judit                                |
| 2004       | CSI: Miami helyszínelők                      | CSI: Miami                        | Aiden Burn                         | 1 epizód                                                                      |
| 2004–2006  | CSI: New Yorki helyszínelők                  | CSI: NY                           | Aiden Burn                         | - főszereplő - magyar hangja - Mezei Kitty                                    |
| 2013–2015  | Graceland – Ügynökjátszma                    | Graceland                         | Catherine "Charlie" DeMarco        | - főszereplő - magyar hangja - Solecki Janka                                  |
| 2016–2021  | NCIS: New Orleans                            | NCIS: New Orleans                 | Tammy Gregorio                     | - főszereplő - magyar hangja - Varga Gabriella                                |
| 2023       | A buki                                       | Bookie                            | Lorraine                           | főszereplő                                                                    |
| 1999       |                                              | Wine critic                       | borkritikus                        | 1 epizód                                                                      |
| 2001       | Angyali érintés                              | Touched by an Angel               | Alice Dupree                       | 1 epizód                                                                      |
| 2002       | A sportriporter                              | Monday Night Mayhem               | Emmy Cosell                        | tévéfilm                                                                      |
| 2003       |                                              | In-Laws                           | Rochelle Landis                    | 1 epizód                                                                      |
| 2003       | Oz                                           | Oz                                | Stella Coffa                       | 7 epizód                                                                      |
| 2004       |                                              | Live from Lincoln Center          | Fosca                              | 1 epizód                                                                      |
| 2004       | Will és Grace                                | Will & Grace                      | önmaga                             | 1 epizód                                                                      |
| 2007       | Ki ez a lány?                                | Ugly Betty                        | Mrs. Weiner                        | 1 epizód                                                                      |
| 2009–2012  | A stúdió                                     | 30 Rock                           | Sylvia Rossitano                   | 3 epizód                                                                      |
| 2011       | Glee – Sztárok leszünk!                      | Glee                              | önmaga                             | 1 epizód                                                                      |
| 2012       | Katonafeleségek                              | Army Wives                        | Ms. Galassini                      | 1 epizód                                                                      |
| 2013–2014  | Amerikai Horror Story: Boszorkányok          | American Horror Story: Coven      | Joan Ramsey                        | - 4 epizód - magyar hangja - Andresz Kati                                     |
| 2014       | Csajok                                       | Girls                             | önmaga                             | 2 epizód                                                                      |
| 2015       | Esküdt ellenségek: Különleges ügyosztály     | Law & Order: Special Victims Unit | Lydia Lebasi                       | 1 epizód                                                                      |
| 2015–2016  | Londoni rémtörténeteky                       | Penny Dreadful                    | Joan Clayton / Dr. Florence Seward | - főszereplő - magyar hangja - Andresz Kati                                   |
| 2016–2019  | Steven Universe                              | Steven Universe                   | Sárga Gyémánt (hangja)             | - 8 epizód - magyar hangja - Bertalan Ágnes (1. hang) - Csere Ágnes (2. hang) |
| 2017       |                                              | Crazy Ex-Girlfriend               | Rabbi Shari                        | 1 epizód                                                                      |
| 2017       | BoJack Horseman                              | BoJack Horseman                   | Mimi Stilton (hangja)              | 1 epizód                                                                      |
| 2017–2021  | Vampirina                                    | Vampirina                         | Nagyi (hangja)                     | - 19 epizód - magyar hangja - Nádasi Veronika                                 |
| 2018       | Anyák gyöngye                                | Mom                               | Rita                               | 1 epizód                                                                      |
| 2019       | A Simpson család                             | The Simpsons                      | Cheryl Monroe (hangja)             | 1 epizód                                                                      |
| 2019       | A póz                                        | Pose                              | Ms. Frederica Norman               | 5 epizód                                                                      |
| 2020       | Steven Universe: Az új világ                 | Steven Universe Future            | Sárga Gyémánt (hangja)             | 2 epizód                                                                      |
| 2020       | Hollywood                                    | Hollywood                         | Avis Amberg                        | 8 epizód                                                                      |
| 2020       | Los Angeles-i rémtörténetek: Angyalok városa | Penny Dreadful: City of Angels    | vokalista                          | 1 epizód                                                                      |
| 2024       | Griselda                                     | Griselda                          | Carmen Gutiérrez                   | - főszereplő - magyar hangja: - Haumann Petra                                 |